# Lễ hội Hàng không Hữu nghị Quốc tế Wonsan
Lễ hội Hàng không Hữu nghị Quốc tế Wonsan hay Lễ hội Hàng không Wonsan là triển lãm hàng không được tổ chức lần đầu tiên vào tháng 9 năm 2016 tại sân bay Kalma ở Wonsan, Cộng hòa Dân chủ Nhân dân Triều Tiên.

## Lễ hội năm 2016
Tại kỳ lễ hội năm 2016, Không quân Nhân dân Triều Tiên đã cho trưng bày một số loại máy bay riêng của họ bao gồm cả mẫu chiến đấu cơ Su-25, MiG-21 và MiG-29. Ngoài ra các loại máy bay Tu-134, Tu-154, An-24, Il-62 và Il-76 thuộc hãng hàng không quốc gia Triều Tiên Air Koryo cũng tham gia lễ hội này. Khoảng 10.000-15.000 khán giả địa phương cũng như một số nhà báo quốc tế và khoảng 200 người đam mê hàng không quốc tế đã tới xem buổi trình diễn này.

## Lễ hội năm 2017
Ban đầu phía Bắc Triều Tiên dư định tổ chức triển lãm hàng không hai năm một lần, nhưng vào tháng 3 năm 2017, họ thông báo rằng kỳ thứ hai của buổi triển lãm hàng không sẽ được tổ chức từ ngày 23 đến ngày 24 tháng 9 năm 2017. Có thông tin cho biết sẽ có sự xuất hiện của mẫu chiến đấu cơ MiG-23.
Tháng 8 năm 2017, một tháng trước khi sự kiện này diễn ra, buổi lễ năm 2017 của chương trình đã bị hủy bỏ vì "lý do địa chính trị".